# أعشاب بروفانس

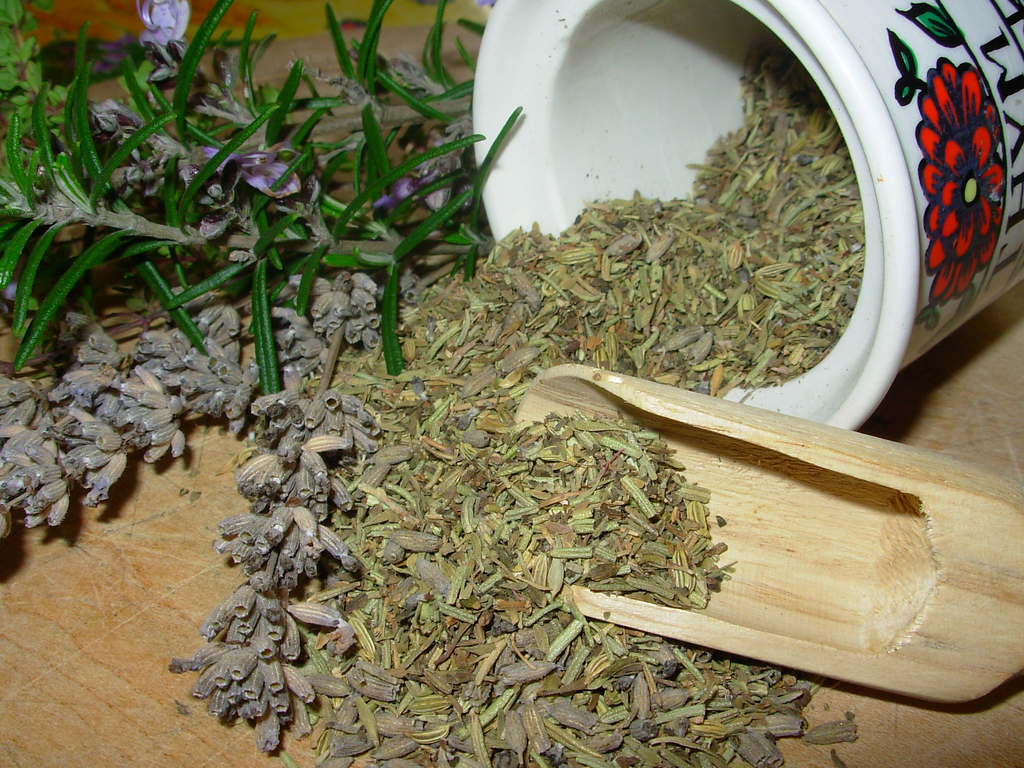
اعشاب بروفانس

أعشاب بروفانس أو أعشاب بربنصة (بالفرنسية: herbes de Provence) هي مزيج من الأعشاب المجففة التي تعتبر نموذجية لمنطقة بروفانس في جنوب شرق فرنسة. تحتوي هذه الخلطة على ندغ ومردقوش كبير وإكليل الجبل وزعتر ومردقوش شائع. تحتوي الخلطة أيضًا أوراق الخُزامى في المنتجات في سوق أمريكا الشمالية. عادة ما يستخدم خليط الأعشاب مع الأطعمة المشوية واليخنات.